# Torre Boldone
Torre Boldone – miejscowość i gmina we Włoszech, w regionie Lombardia, w prowincji Bergamo.
Według danych na styczeń 2009 gminę zamieszkiwało 8309 osób przy gęstości zaludnienia 2415 os./1 km².